# Campionati asiatici di ciclismo su strada - Cronometro femminile Under-23
La cronometro femminile Under-23 è una delle prove disputate durante i campionati asiatici di ciclismo su strada. Inserita per la prima volta nel 2017 nel programma dei campionati, la corsa si disputa annualmente, con la sola eccezione del biennio 2020-21, quando venne annullata a causa della pandemia da COVID-19.

## Albo d'oro
Aggiornato all'edizione 2023.
| Anno      | Vincitore                                        | Secondo                                          | Terzo                                            |
| --------- | ------------------------------------------------ | ------------------------------------------------ | ------------------------------------------------ |
| 2017      | Yekaterina Yuraitis                              | Pang Yao                                         | Razan Soboh                                      |
| 2018      | Liu Zixin                                        | Leung Wing Yee                                   | Nur Aisyah Mohamad Zubir                         |
| 2019      | Chang Ting Ting                                  | Yumi Kajihara                                    | Renata Baymetova                                 |
| 2020-2021 | non disputata a causa della pandemia di COVID-19 | non disputata a causa della pandemia di COVID-19 | non disputata a causa della pandemia di COVID-19 |
| 2022      | Yanina Kuskova                                   | Bota Batyrbekova                                 | Safia Al Sayegh                                  |
| 2023      | Yanina Kuskova                                   | Cui Yuhang                                       | Evgeniya Golotina                                |

## Medagliere
| Pos.   | Nazione             | Oro | Argento | Bronzo | Totale |
| ------ | ------------------- | --- | ------- | ------ | ------ |
| 1      | Uzbekistan          | 2   | 0       | 2      | 4      |
| 2      | Kazakistan          | 1   | 1       | 0      | 2      |
| 2      | Cina                | 1   | 1       | 0      | 2      |
| 4      | Taipei cinese       | 1   | 0       | 0      | 1      |
| 5      | Hong Kong           | 0   | 2       | 0      | 2      |
| 6      | Giappone            | 0   | 1       | 0      | 1      |
| 7      | Emirati Arabi Uniti | 0   | 0       | 1      | 1      |
| 7      | Malaysia            | 0   | 0       | 1      | 1      |
| 7      | Emirati Arabi Uniti | 0   | 0       | 1      | 1      |
| Totale | Totale              | 5   | 5       | 5      | 15     |